# Forellensee Holm

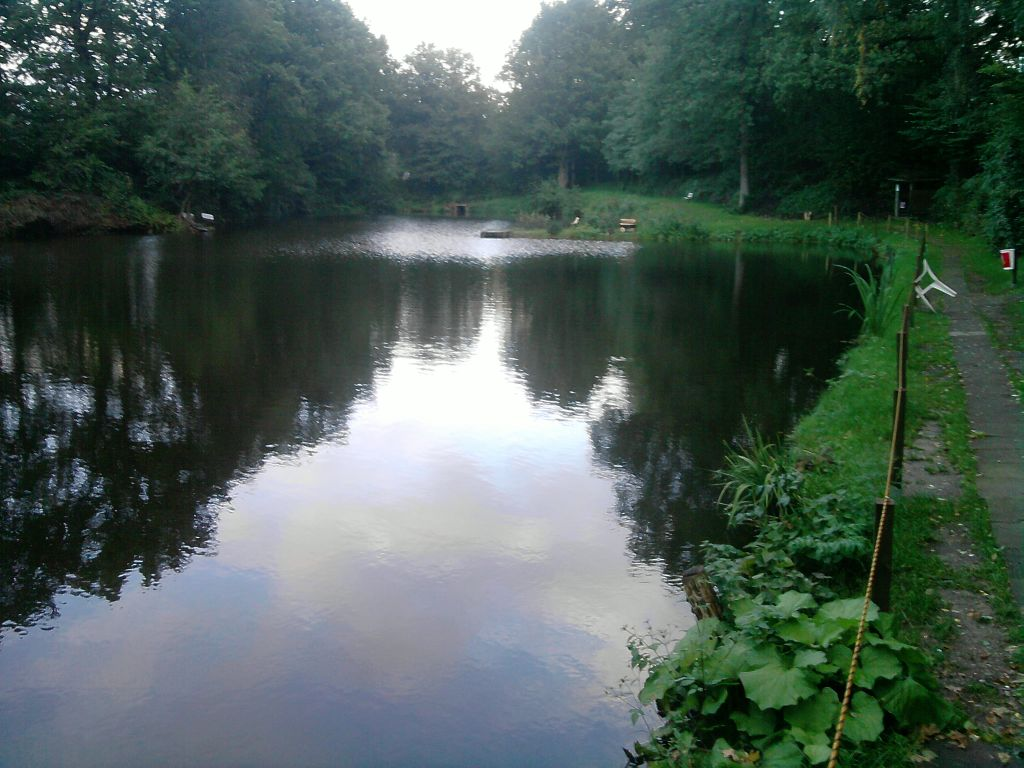
Forellensee Holm

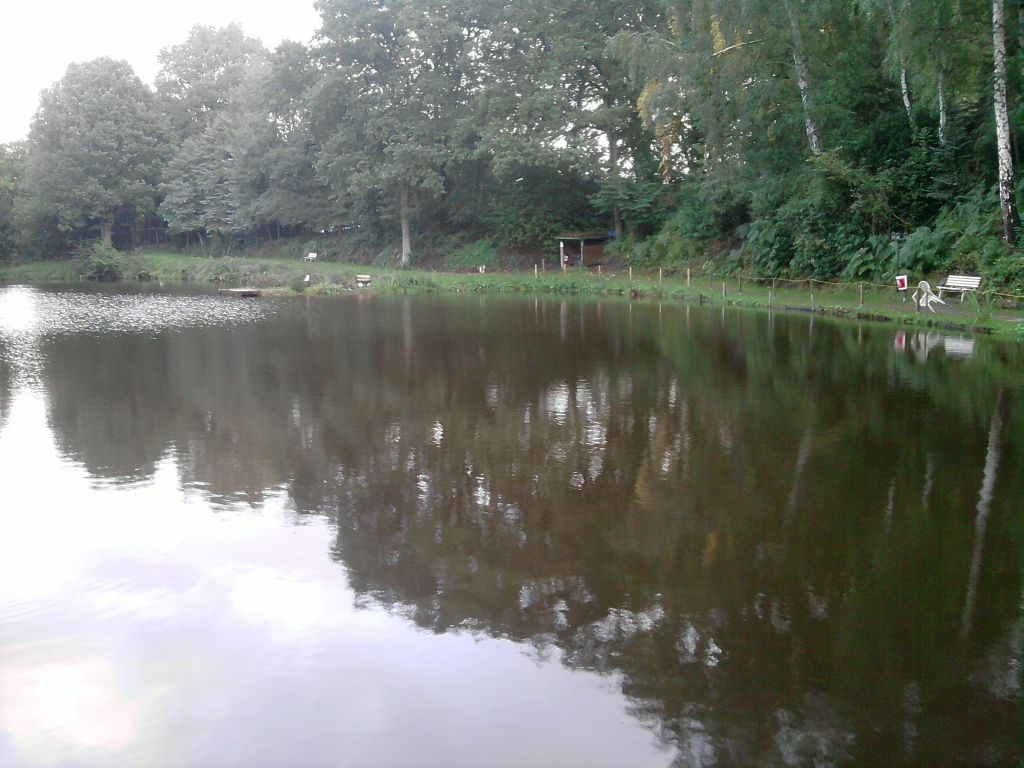
Forellensee Holm

Der Forellensee Holm liegt in der Gemeinde Holm im Kreis Pinneberg in Schleswig-Holstein. Er ist 1,5 ha groß und dient der Ausübung des Fischfangs im nicht wirtschaftlichen Sinne.

## Beschaffenheit
Entstanden ist der See mit 3 weiteren Fischteichen 1976.
Er wird von zwei Quellen gespeist, die das Wedeler Marschland durchziehen und  nach Durchlauf der 4 Seen in die Elbe westlich von Hamburg münden. Die Gewässertiefe beträgt an der tiefsten Stelle etwa 3,50 Meter. Durch den See schlängelt sich ein Graben, der den Fluss des Wassers aus den Quellen zum Mönch leitet.

## Fauna
Im Forellensee Holm werden Forellen, Stör, Wels und Zander gehalten und besetzt. Zusätzlich befinden sich Karpfen, Schleie und Flusskrebse im Gewässer.